# Casa Napoleon
La Casa Napoleon és un edifici situat a la Rambla, 18 de Barcelona, catalogat com a bé amb elements d'interès (categoria C). El desembre del 1896 s'hi va inaugurar el primer cinematògraf de Barcelona, que va funcionar fins al 1910. Actualment, acull el Frontó Colom, un equipament esportiu.

## Història i descripció
El 1891, el fotògraf Antonio Fernández Soriano (Albacete, 1827-Barcelona, 1916), dit Napoleon, va demanar permís per a enderrocar les cases de la Rambla de Santa Mònica, 15 i 17, i reconstruir-les de nova planta, segons el projecte de l'arquitecte Francesc Rogent i Pedrosa. El nou edifici, destinat a estudi fotogràfic i residència familiar, ocupava un gran espai a l'interior d'illa, que havia pertangut al Círculo Ecuestre, i fou inaugurat el de 3 juliol del 1893.
Té planta baixa i quatre pisos, amb una façana d'estil neoplateresc. A l'estudi hi destacava la galeria de ferro i vidre en forma d'hemicicle. Els vidres de la part superior eren de color blau i uns tendals hi permetien controlar l'entrada de llum natural. El 1900, Josep Puig i Cadafalch fou l'encarregat de reformar la galeria i el pati.

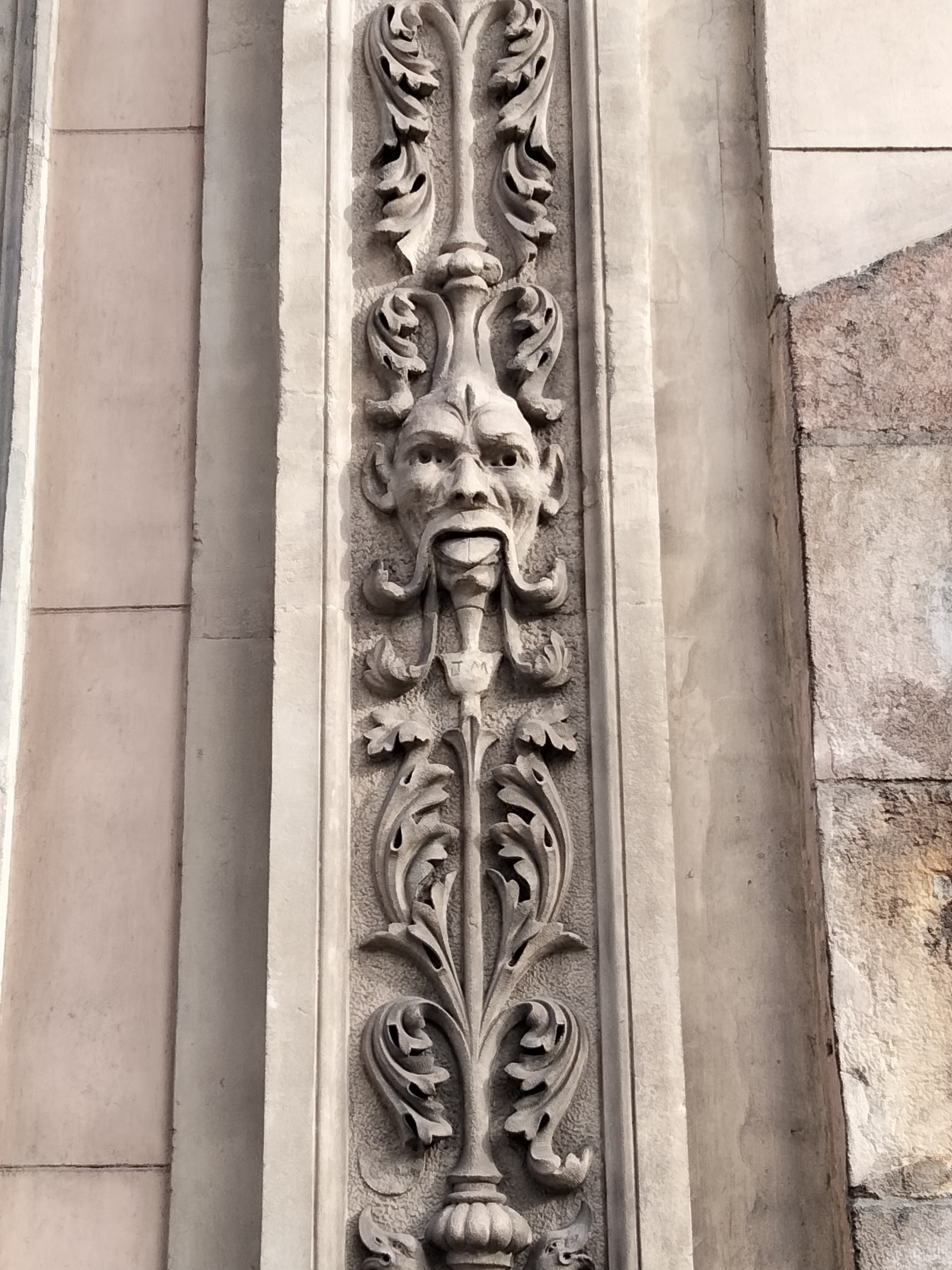
Baix relleu de la façana

El 1941, l'edifici fou reformat per a instal·lar-hi el Frontó Colom, el que va suposar la desaparició dels relleus que ornamentaven les obertures de la planta baixa, inspirats en la desapareguda Casa Gralla, així com la barana de forja de la balconada del principal.
Entre 1990 i 1992, amb motiu dels Jocs Olímpics, va patir una nova intervenció a càrrec dels arquitectes Sílvia Farriol i Anna Soler. L'interior va ser enderrocat completament i es va construir un nou frontó de 30x36 m, amb sis crugies de 6 m d'amplada i 13 m d'alçada. La façana nord, que dona a la plaça de Joaquim Xirau, es va realitzar en gran part en vidre per a permetre la visió des de l'exterior.